# Audi Q6
L'Audi Q6 è un'autovettura prodotta a partire dal 2022 dalla casa automobilistica tedesca Audi.

## Descrizione e contesto

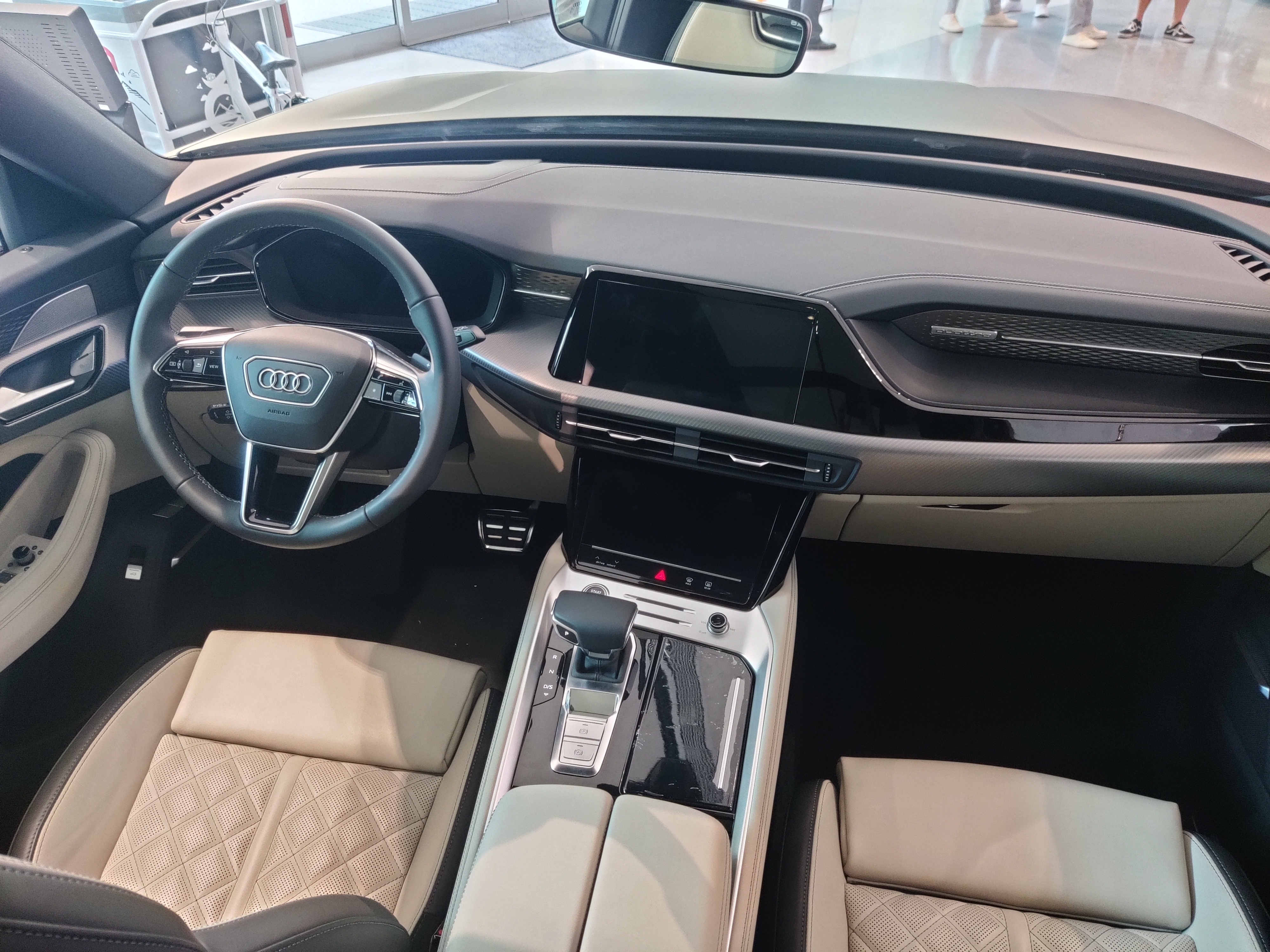
Interni

La Q6 è un crossover SUV di grandi dimensioni, alimentato solo da motorizzazioni endotermiche a benzina, prodotto e venduto esclusivamente in Cina dalla Audi attraverso la joint venture SAIC-VW.
Basata sulla Piattaforma Volkswagen MQB Evo, la vettura, che è stata presentata a fine luglio 2022, viene realizzato sulla ossatura delle Volkswagen Talagon e Teramont, condividendo molte componenti e parti meccaniche. Pur non essendo il modello di punta dell'azienda tedesca, con i suoi oltre 5,1 m di lunghezza è l'automobile più grande commercializzato dalla Audi, superando per dimensioni esterne le Audi Q7 e Q8.
Al lancio sono disponibili tre motorizzazioni tutte a benzina: un 2,0 litri commercializzato come 40 TFSI Quattro da 231 CV e in versione potenziata come 45 TFSI Quattro da 265 CV e un VR6 da 2,5 litri commercializzato come 50 TFSI Quattro da 300 CV.